# Éducation pour la justice
 (février 2022).
L'éducation pour la justice est une matière scolaire promue par l'UNESCO, visant à prévenir la criminalité et à promouvoir une culture de la légalité. L'enseignement doit se faire à l’aide d’outils et d’activités éducatifs conçus pour les niveaux primaire, secondaire et supérieur. Ces outils et activités visent à inculquer aux enfants la défense l’état de droit et à les pousser à s'engager pour celui-ci dans la vie de leur communauté et leur future profession. Les outils éducatifs visent à transmettre certaines normes socioculturelles.

## Objectifs
L'éducation pour la justice promeut une idéologie en faveur de la paix, de la justice, des droits humains et des libertés fondamentales afin d'améliorer la stabilité et le bien-être des sociétés. Selon l'UNESCO, l’adoption de cadres réglementaires par les états pour lutter contre la corruption, la violence et la criminalité sont insuffisantes. Aussi, la justice pénale, qui a un "rôle clé" à jouer, doit être complétée par une éducation qui s’efforce de promouvoir l’état de droit et une culture de la légalité. L'objectif est de préparer les générations futures à exiger des institutions qu’elles répondent aux principes inculqués dans cette matière de justice et de droits humains. 
L'éducation pour la justice promeut et soutient le principe de l’état de droit en encourageant les apprenants à valoriser et appliquer les principes de l’état de droit dans leur vie de tous les jours ainsi qu'en transmettant aux apprenants les connaissances, valeurs, attitudes et comportements dont ils ont besoin pour contribuer à la consolidation et au rétablissement continus de l’état de droit dans l’ensemble de la société.
La culture de la légalité, est une culture dans laquelle l’état de droit est respecté et promu.

## Programmes

### Enseignements élémentaires
Certaines connaissances, valeurs, attitudes et comportements sont considérés comme particulièrement pertinents pour donner aux apprenants les moyens de défendre l’état de droit et de participer au constant développement d’une culture de la légalité au sein de leur communauté.

#### Connaissances clés
Les apprenants doivent apprendre à connaître et à comprendre les concepts d’état de droit et de culture de la légalité, à être capables de les juger d’un œil critique et à reconnaître leurs manifestations quotidiennes dans différents contextes sociaux et dans le cadre des institutions, des lois, des procédures et des mécanismes établis. En retour, l’état de droit exige des apprenants qu’ils jugent leur environnement avec discernement, en se basant sur les normes établies et les données factuelles. L’esprit critique et la capacité d’analyse sont essentiels et doivent être enseignés pour que l’éducation puisse promouvoir l’état de droit. La compréhension et l’appréciation des rapports existant entre les problèmes mondiaux et locaux sont une partie intégrante du processus d’apprentissage. Les violations de l’état de droit ont en effet de profondes répercussions au niveau individuel, collectif, national et mondial, qui touchent des pays et des peuples différents de manière souvent interconnectée. Dans le même temps, il est important de ne pas sous-estimer la place occupée par une culture de la légalité dans les réalités nationales et locales. C’est pourquoi les enseignants et les élèves doivent aussi comprendre leurs droits et leurs devoirs et identifier les comportements qui, chaque jour, favorisent l’exercice de la démocratie et l’état de droit. Cette compréhension dépendra bien entendu de chaque contexte particulier. 
Les principaux domaines de la connaissance que les apprenants devront aborder pour comprendre les concepts d’état de droit et de culture de la légalité sont les suivants : 
- Définition de la bonne citoyenneté, représentation des voix des individus dans les institutions officielles, droits et devoirs des citoyens ;
- Système judiciaire ;
- Droits humains ;
- Prévention des conflits et construction de la paix ;
- Expressions mondiales, nationales et locales de l’état de droit et d’une culture de la légalité ;
- Valeurs démocratiques, telles que la transparence, la responsabilité et l’inclusivité ;
- Expressions locales et visibles d’une culture de la légalité grâce au pluralisme et à l’égalitarisme ;
- Causes et conséquences/impacts de la criminalité sur la famille, la communauté, la société et la sûreté ;
- Prise de décisions responsable et éthique.

#### Attitudes et valeurs clés
Les attitudes et les valeurs s’acquièrent dans des environnements variés, comme la famille et l’école, et au gré des expériences de l’individu dans de plus larges contextes sociaux et culturels (autrement dit, dans le cadre de son apprentissage socio-émotionnel). L’acquisition d’attitudes et de valeurs positives est un élément fondamental du développement complet et sain des apprenants à tous les âges. Elles aident aussi les apprenants à prendre des décisions responsables (comportement proactif ) et à faire preuve de résilience devant des situations dangereuses ou menaçantes (comportement réactif ). Essentiel est notamment le sentiment d’efficacité personnelle, c’est-à-dire le sentiment qu’a l’individu de sa capacité à relever un défi, à réaliser une tâche ou à atteindre un objectif précis. Couplé à une forte motivation, le sentiment d’efficacité personnelle fournit les conditions de la résilience, elle-même indispensable à la promotion d’une  culture de la légalité et l’état de droit. On sait que les pratiques scolaires qui amènent les apprenants à se sentir capables d’aborder les questions les concernant eux-mêmes, leurs camarades et leurs familles, favorisent aussi l’engagement civique, qui est indispensable à l’entretien durable d’une culture de la légalité. Lorsque les apprenants s’investissent dans l’apprentissage par des efforts personnels, ils endossent des responsabilités individuelles et collectives qui favorisent leur maturité civique.
D’autres produits de l’apprentissage socio-émotionnel sont importants pour l’état de droit. Les apprenants peuvent apprendre à valoriser l’égalité, l’équité, le respect mutuel et l’intégrité. Ils peuvent aussi s’efforcer d’acquérir des attitudes, des valeurs et des capacités telles que : 
- un sentiment d’appartenance à une collectivité ;
- une identité personnelle et une image de soi positives ;
- une conscience sociale (empathie, inclusion) ;
- des compétences relationnelles (communication, coopération et résolution de conflits) ;
- un sentiment de confiance en soi ;
- une capacité de résilience (s’agissant notamment de personnes exposées à la victimisation ou risquant de tomber dans la délinquance) ;
- une conscience de ses actes ;
- un souci des autres et une aptitude à la compassion ;
- une conscience de soi ;
- une capacité à s’autogérer ;
- une capacité à s’autoréguler.

#### Comportements clés
L’apprentissage de l’éducation à la citoyenneté mondiale relatif aux comportements favorise la promotion de l’état de droit, notamment en enseignant à agir de manière efficace et responsable au niveau local, national et mondial en faveur d’un monde plus paisible et plus durable, et en suscitant la motivation et la volonté de prendre les mesures nécessaires. 
Dans le cadre des efforts pour promouvoir l’état de droit, l’apprentissage peut être plus particulièrement axé sur l’acquisition des comportements suivants :
- participation active aux structures et processus démocratiques (à l’école et en dehors) ;
- pratiques participatives et démocratiques dans les prises de décisions collectives ;
- suivi des institutions et processus de l’état de droit (à l’école et en dehors) ;
- actions destinées à promouvoir les améliorations en matière d’état de droit/culture de la légalité (aux différents niveaux de la société).

Il existe aussi une série de comportements dits « prosociaux » qui fonctionnent comme facteurs protecteurs, profitant aux autres ou à la société dans son ensemble et favorisant le bien-être des apprenants et leur sentiment d’appartenance communautaire. Ces comportements prosociaux peuvent être : 
- des actions de soutien et de solidarité envers les victimes de violence et d’actes criminels ;
- le respect des infrastructures scolaires ;
- la participation aux actions de la communauté scolaire[1].

### Répondre aux problèmes réels et aux dilemmes
Les stratégies éducatives et les pédagogies visant à encourager des comportements positifs doivent aussi prendre en compte les vulnérabilités et les interrogations réelles des apprenants.

#### Répondre aux vulnérabilités individuelles des apprenants
Pour apporter une réponse aux vulnérabilités individuelles des apprenants, il faut d’abord identifier deux types de facteurs :
- Les facteurs de risque : les facteurs augmentant la probabilité qu’un jeune subisse un dommage, tombe dans la délinquance ou devienne violent. Sans être nécessairement la cause directe d’un comportement délictueux, ils placent l’apprenant en situation de vulnérabilité face à ce type de comportement. Les facteurs de risque peuvent être atténués par des facteurs protecteurs.
- Les facteurs protecteurs : les facteurs encourageant le développement positif et le bien-être des enfants. Les facteurs protecteurs protègent les jeunes contre le risque de subir un dommage, de tomber dans la délinquance ou de devenir violent. Bien qu’il y ait eu moins de recherches sur les facteurs protecteurs que sur les facteurs de risque, ils sont tout aussi importants pour l’élaboration de programmes efficaces de prévention par l’éducation et, plus généralement, favorisent le développement socio-émotionnel, physique et intellectuel des apprenants. Les facteurs protecteurs favorisent aussi l’inclusion sociale, l’engagement civique, la capacité d’agir et l’interconnexion[1].

Les facteurs de risque et les facteurs protecteurs peuvent être trouvés au niveau de l’individu, de la famille, des pairs et de la société. Plus un contexte d’apprentissage atténue les facteurs de risque et alimente les facteurs protecteurs, plus il a de chances de réussir à améliorer le bien-être des individus et, par conséquent, de renforcer leur résilience face à la criminalité et à la violence. Dans la mesure où les adultes des deux sexes, qu’il s’agisse des parents, des éducateurs ou du personnel scolaire, peuvent avoir une perception différente du degré d’exposition des élèves aux risques et de leur capacité à y faire face, les apprenants doivent être considérés et traités comme des acteurs informés et investis. Cela non seulement augmente les chances de bien comprendre leurs besoins d’apprentissage, mais renforce aussi leur sens de l’autonomie et leur capacité à prendre des décisions. 
Les processus d’évaluation devraient aussi adopter une approche positive concernant les aptitudes des apprenants et se concentrer sur « ce qui va bien » – sur les forces et les atouts des apprenants – au lieu de ne regarder que « ce qui va mal ». À partir de là, il devient possible d’identifier les bonnes réponses éducatives.
Distinguer trois types d’efforts de prévention peut également aider à concevoir des interventions pertinentes et efficaces :
- Les efforts de prévention primaire visent tous les apprenants, qu’ils soient ou non en situation de vulnérabilité. La prévention primaire vise essentiellement à renforcer les communautés et les individus, à assurer leur bien-être et à resserrer leurs liens familiaux et communautaires[7].

- La prévention secondaire, qui complète la prévention primaire, s’adresse aux individus risquant d’être victimisés ou impliqués dans la violence ou la criminalité. Les premiers signes peuvent être des problèmes de non-respect de l’état de droit ou des actes de délinquance. En ce cas, on pourra apporter à ces apprenants un soutien supplémentaire et des formations en matière d’apprentissage socio-émotionnel, s’ils sont considérés comme courant le risque d’être victimisés ou de développer des comportements problématiques.
- Les interventions de prévention tertiaire s’adressent aux apprenants qui continuent d’avoir des difficultés malgré les efforts de prévention primaire et secondaire. Il s’agit le plus souvent d’une poignée d’apprenants présentant les problèmes comportementaux les plus graves et souvent placés en situation de victimes. Ces apprenants ont besoin d’un soutien spécifique et de mesures de protection visant à empêcher le problème de s’aggraver ou s’efforçant d’y remédier[8].

#### Répondre aux dilemmes de la vie réelle
Même si l’école ne peut jouer qu’un rôle partiel dans la résolution de problèmes enracinés comme la corruption, le crime organisé ou le trafic de drogue, les programmes éducatifs ont besoin d’être en prise directe avec les contextes de vie réelle des apprenants pour assurer un apprentissage sensé aux effets durables. Pour cela, il faut permettre à l’apprenant d’endosser le rôle actif de celui qui résout les problèmes, autrement dit, de celui qui comprend la situation et trouve des solutions aux dilemmes et aux conflits qui se présentent. L’apprentissage de notions abstraites concernant l’état de droit n’apportera pas de changements durables, surtout s’il y a divergence entre les valeurs de l’état de droit enseignées en classe et celles qui prévalent dans l’environnement scolaire, la famille ou la société dans son ensemble. Lorsque c’est le cas, il est particulièrement important que les programmes éducatifs suscitent et entretiennent la motivation, la confiance et la créativité des apprenants pour s’efforcer d’améliorer leur situation. Afin ne pas cultiver le cynisme ou l’indifférence, le personnel du secteur de l’éducation et les enseignants doivent aider les apprenants à affronter leurs frustrations, leur colère et les désillusions qui peuvent naître de cette divergence, à retrouver espoir et à élaborer des réponses constructives. Des programmes éducatifs bien développés peuvent encourager les transformations personnelles qui permettent aux apprenants de jouer un rôle constructif dans la société et au besoin de rétablir l’état de droit (et ses institutions), mais il faut pour cela qu’ils tiennent compte de l’environnement social, en particulier, du degré de dissonance entre les normes et les valeurs enseignées à l’école et celles qui prévalent à l’extérieur. 

### Favoriser les comportements positifs
Lorsqu’on travaille avec des enfants et des jeunes, en particulier s’ils sont perçus comme vulnérables, il est impératif de porter un regard positif sur leurs capacités, leurs atouts et leurs attributs comme point de départ de leur apprentissage futur (la vulnérabilité désigne ici la situation qui voit l’individu  victimisé ou enclin à adopter un comportement délictueux du fait de son exposition, de sa fragilité, de l’environnement, etc). Cette approche est bien plus efficace que si on les considérait comme manquant de connaissances, de compétences ou de valeurs pour promouvoir l’état de droit. Lorsqu’on travaille avec des apprenants vulnérables, la difficulté consiste à favoriser les comportements positifs et à encourager des changements de comportement durables. Ceci est particulièrement important dans un contexte où il ne suffit pas de renforcer les normes, et c’est pourquoi les décideurs politiques ont besoin que les systèmes éducatifs créent le désir et les conditions de l’adoption de comportements positifs et d’un changement réel et durable. En fonction de l’âge, du sexe, de l’origine socioéconomique des apprenants et du contexte social dans lequel ils vivent, cela peut passer par l’élaboration de politiques éducatives dépassant les approches pédagogiques traditionnelles pour exposer les apprenants à de nouvelles expériences qui donnent vie à des idéaux abstraits. Par exemple, au lieu de sanctionner par une punition un comportement inapproprié, il peut être efficace d’introduire des programmes de médiation ou de réconciliation. L’enjeu est d’obtenir que les apprenants soient capables d’appliquer leurs nouvelles compétences dans la vraie vie. Il existe plusieurs théories sur le changement de comportement individuel, dont les programmes éducatifs peuvent s’inspirer pour atteindre cet objectif (en référence, en particulier, à la théorie sociale cognitive de Bandura, à la théorie du comportement planifié, au modèle transthéorique et au modèle d’idéation).  

#### Passer des paroles aux actes
Pour que les écoles et autres cadres de formation jouent pleinement leur rôle dans le renforcement de l’état de droit, elles doivent d’abord être elles-mêmes régies par les principes de l’état de droit et s’efforcer de les appliquer. Il faut pour cela que tous les aspects de la gestion et de la vie scolaires, y compris les relations entre enseignants, entre enseignants et apprenants et entre l’école et les familles, soient guidés par une culture de l’équité, des droits, de la responsabilité et de la transparence, en conformité avec les règles et les normes internationales des droits humains. Or, toutes les personnes travaillant dans le secteur de l’éducation ne sont pas elles-mêmes conscientes de leurs propres comportements, attitudes et préjugés (apparents ou dissimulés), ce qui peut compromettre leur capacité à parler de l’état de droit de façon crédible et à contribuer activement à sa mise en œuvre au quotidien. L’application des principes de l’état de droit dans les écoles et les salles de classe n’est donc ni automatique ni facile sans les encouragements et un soutien appropriés de la direction de l’établissement. Faire de l’état de droit et d’une culture de la légalité une priorité ne consiste pas seulement à transmettre des connaissances. Il faut aussi jour après jour insuffler des valeurs et inspirer des comportements à travers ce qu’on a appelé le « curriculum caché ». Le « curriculum caché » de la classe et de l’école transmet aux apprenants des normes, des valeurs et des convictions différemment des processus d’enseignement et d’apprentissage formels, et c’est par lui que les apprenants acquièrent les compétences et les savoir-faire dont ils ont besoin pour participer à la vie de la société en citoyens éthiquement responsables. 
Quand, par exemple, les enseignants fixent des règles claires et équitables pour la salle de classe et les appliquent équitablement, les enfants peuvent comprendre ce que signifie d’obéir à des règles et constater par eux-mêmes qu’elles s’appliquent à tous à égalité. Ils sont témoins que les mêmes conséquences s’appliquent à tous les élèves qui y contreviennent. Ils font alors l’expérience de la transparence, de la responsabilité et de la certitude, qui sont autant d’éléments fondamentaux de l’état de droit. Lorsqu’enseignants et apprenants élaborent ensemble ces règles de conduite en classe, cela envoie aussi le message que les élèves ont un rôle actif à jouer dans l’élaboration des règles qui les gouvernent. C’est ainsi que l’on entretient une culture de la légalité. L’adoption de codes d’éthique ou de conduite des enseignants peut être utile pour contribuer à instaurer un environnement d’enseignement et d’apprentissage plus éthique. Ces codes fournissent en effet des lignes directrices d’autodiscipline aux enseignants, via la formulation de normes éthiques et de règles de conduite professionnelle. Toutefois, la recherche montre qu’il faut aussi mettre en place des mécanismes appropriés pour assurer leur diffusion, leur application et leur suivi effectifs à tous les niveaux du système. La participation des enseignants et de leurs représentants à ce processus est également essentielle pour qu’ils soient réellement utiles. 
Les règles de conduite en classe et à l’école ne sont qu’une des façons de rendre l’état de droit vivant dans le quotidien des élèves. D’autres approches sont possibles, telles que : 
- garantir la sûreté et le bien-être personnels des enfants dans l’environnement scolaire, notamment ceux qui appartiennent à des groupes vulnérables ;
- veiller à la transparence des politiques et des pratiques scolaires conformes aux droits humains et soutenir l’état de droit ainsi que la redevabilité des chefs d’établissement et des enseignants ;
- fournir aux apprenants des occasions réelles de participer aux décisions qui les concernent, y compris les règles de conduite en classe

#### Environnements d’apprentissages
Des politiques et des pratiques scolaires inclusives permettent aux apprenants de faire directement l’expérience de l’état de droit. Les politiques scolaires inclusives créent des environnements propices, favorisant l’acquisition par les apprenants et le personnel du secteur de l’éducation des résultats de l’apprentissage socio-émotionnel et de comportements importants pour l’état de droit, tels que « l’appréciation et le respect de la diversité », « un sentiment d’appartenance » et « un désir d’agir ». Il est possible de créer des environnements d’apprentissage holistiques en travaillant en partenariat avec les apprenants et leurs familles et les acteurs concernés au sein de la communauté n’ayant pas nécessairement un mandat éducatif formel, tels que la communauté artistique et sportive, les personnalités culturelles et religieuses, les médias et les entreprises. Une collaboration avec ces acteurs de façon à illustrer la présence de l’état de droit dans tous les aspects de notre existence peut être un autre moyen de donner vie aux principes de l’état de droit.

### Systèmes de soutien

#### Soutien curriculaire
Il existe de nombreuses stratégies curriculaires pour mettre en œuvre les activités et les programmes de promotion de l’état de droit/culture de la légalité. Elles conviennent à tous les apprenants et aux différents environnements d’apprentissage. 
Ces options curriculaires (qui ne s’excluent pas mutuellement) sont :
- la création d’une discipline séparée, du type « éducation à la citoyenneté » ;
- l’intégration de thèmes et d’approches dans quelques matières, comme l’histoire, les sciences sociales, l’instruction civique ou l’éducation aux compétences de la vie courante ;
- une approche transcurriculaire ou transversale intégrant les principes de l’état de droit – par exemple, l’apprentissage socio-émotionnel ou l’éducation aux droits humains – dans l’ensemble des matières ;
- des activités pour une éducation globale, telles que les clubs d’apprenants extracurriculaires, les activités d’apprentissage par l’expérience ou les partenariats communautaires.

Une stratégie curriculaire d’éducation à la citoyenneté mondiale transdisciplinaire, qui ne soit donc pas circonscrite à une seule matière, correspond au modèle recommandé. Cet enseignement devrait aussi être holistique et ne pas se limiter à la connaissance d’un contenu. Conformément aux principes généraux de l’éducation à la citoyenneté mondiale, le curriculum soutenant l’état de droit devra appliquer une pédagogie participative et centrée sur l’apprenant, appuyée sur des valeurs axées sur la transformation personnelle et sociale. Les éducateurs et les décideurs politiques désireux de générer une culture de la légalité par l’éducation pourront s’inspirer de la riche documentation consacrée à l’éducation aux droits humains et à l’éducation pour la paix.
Ainsi, l’éducation pour la paix fait la distinction entre une paix négative (la simple absence de violence) et une paix positive (qui a une plus large conception de la justice). Dans les deux cas, l’éducation pour la paix insiste généralement sur l’importance des conflits au sein d’une culture, car ils sont souvent productifs et indicateurs d’une diversité réelle. C’est pourquoi l’éducation pour la paix accorde plus d’importance à la transformation des conflits qu’à leur résolution. L’éducation aux droits humains vise également une transformation, l’objectif n’étant pas seulement de transmettre un savoir sur les droits humains, mais d’enseigner à agir en leur faveur, et donc de permettre aux apprenants et aux enseignants de devenir des acteurs du changement social. Dans certains cas, cela peut créer à la fois des opportunités et des défis pour la poursuite de l’état de droit et d’une culture de la légalité, notamment lorsqu’il y a conflit entre les objectifs éducatifs du gouvernement et des visées plus générales concernant les droits humains.

#### Ressources d’enseignement et d’apprentissage
Les cadres curriculaires prennent vie grâce aux ressources utilisées par l’enseignant pour appuyer son enseignement dans la salle de classe. Les ressources pédagogiques devraient traduire les objectifs d’apprentissage en matériels stimulants, rigoureux et complets, adaptés aux apprenants. Leur préparation est une tâche difficile qui exige de la créativité. Les rédacteurs peuvent structurer ces ressources autour d’activités coopératives et de groupe, en gardant à l’esprit qu’elles doivent susciter les échanges et les débats ouverts, afin d’encourager à la réflexion sur ce qui intéresse les apprenants, ainsi que sur les messages et les connaissances transmises.  

#### Évaluation de l’apprentissage
L’évaluation, qui permet de mesurer les acquis des apprenants, est un élément clé du processus d’enseignement et d’apprentissage. Les techniques et les outils d’évaluation devraient être pluridimensionnels et apporter à des élèves aux styles d’apprentissage différents des occasions variées de montrer ce qu’ils ont compris et d’exprimer leurs idées. 

#### Pédagogies pour la classe
Les approches et les méthodes participatives – au cœur de la pédagogie de l’éducation à la citoyenneté mondiale – garantissent qu’au lieu de recevoir passivement des informations, les apprenants bénéficient d’un apprentissage actif et d’une expérience concrète en prise avec leur vie quotidienne, qui produisent des résultats d’apprentissage comme l’esprit critique et les compétences de résolution de problèmes. Pour favoriser une culture de la légalité, on peut donner aux apprenants divers exercices pratiques en classe, tels que le jeu de rôles, les dialogues et les activités de gouvernance communautaire, leur permettant de s’exercer à être réellement prévenant, tolérant et attentif à l’autre. En travaillant avec leurs camarades de classe de façon à anticiper les conflits qui pourraient éclater à l’extérieur, les apprenants seront mieux préparés à affronter ces problèmes et mieux à même de respecter les différences des autres. 
- L’apprentissage basé sur le projet est l’une des méthodes d’apprentissage participatif les plus utilisées à travers le monde et elle convient à l’enseignement de toutes les disciplines ou compétences. L’apprenant réalise un projet qui met en œuvre ses compétences cognitives et créatives tout en le familiarisant, grâce à ces travaux de recherche autonomes, avec la discipline concernée.
- L’apprentissage basé sur une problématique aide l’apprenant à résoudre un problème particulier. La solution peut être soit pleinement réalisée et mise en œuvre, soit simplement conceptualisée et planifiée. Dans un cas comme dans l’autre, on renforce les compétences en résolution de problèmes de l’apprenant et/ou on développe sa confiance dans sa capacité à aborder des questions complexes.
- L’apprentissage basé sur la communauté utilise les compétences actives de recherche et de mise en œuvre pour relever un défi dans la communauté de l’apprenant. Celui-ci identifie une question d’ordre social, économique ou environnemental, et non seulement s’exerce à planifier des solutions, mais apporte aussi un changement dans la vie de sa communauté en les mettant en œuvre. Il peut s’agir, par exemple, d’organiser un événement communautaire ou un atelier sur l’utilisation sécurisée d’internet.
- L’apprentissage par les pairs est une méthode d’enseignement où certains membres d’un groupe forment les autres membres, autrement dit leurs pairs, afin d’améliorer leurs connaissances ou de susciter un changement de comportement individuel ou collectif[15]. Responsabiliser les enfants par le biais d’initiatives entre pairs et leur donner des occasions de débattre dans un environnement sûr sont un des aspects importants de la plupart des méthodes participatives.
- L’apprentissage par internet. Les technologies de l’information et de la communication (TIC) sont un important outil pédagogique, qui peut être intégré à chacune des approches ci-dessus et offre une alternative aux environnements traditionnels basés sur la salle de classe. Elles permettent aussi de se former à la culture numérique, une compétence devenue essentielle au XXIe siècle[16]. On trouve pléthore de plateformes d’apprentissage en ligne offrant une multitude de soutiens, des lectures et des supports audio-visuels aux idées d’activité et aux occasions de communication interculturelle en ligne.

L’éducation non formelle et les approches à base communautaire sont utiles pour l’apprentissage des plus marginalisés. La recherche suggère que le sport a la capacité de connecter la jeunesse à des modèles de rôle adultes positifs et de fournir des possibilités de développement positif, tout en favorisant l’acquisition et l’application des compétences utiles dans la vie courante. Ces dernières années, le recours au sport pour lutter contre la délinquance, et prévenir l’extrémisme violent et la radicalisation, est devenu plus fréquent, notamment en tant qu’outil pour améliorer l’estime de soi, resserrer les liens sociaux et donner aux participants le sentiment d’être utile.

### Formation des enseignants
Il est essentiel d’investir dans la formation et le perfectionnement des enseignants pour deux grandes raisons. On sait, de source sûre, que la qualité des enseignants a un effet positif direct sur la réussite des élèves. De plus, comme l’enseignant est chargé à la fois de planifier, de former, de créer un climat, de faciliter et de guider, de jouer les médiateurs, et d’organiser et d’évaluer les connaissances , il joue un rôle central dans l’interprétation et la mise en œuvre de tout curriculum. 

#### La formation des enseignants
Bien qu’il n’existe pas d’enseignant idéal, de même qu’il n’existe pas de style d’apprentissage unique, on peut dégager des compétences et des caractéristiques du bon enseignant, capable de modéliser et de promouvoir les principes de l’état de droit. L’élaboration de codes de conduite professionnels, et leur inscription dans la formation initiale et continue des enseignants peut être utilement envisagée dans ce contexte. Les enseignants peuvent avoir besoin d’être formés sur des aspects de l’état de droit qui ne sont pas déjà couverts par la préparation disciplinaire, afin de pouvoir les enseigner aux élèves. Comme les élèves, les éducateurs auront donc besoin de :
- comprendre le principe de l’état de droit, ses fondements et ses implications ;
- élargir leurs connaissances des droits humains ;
- comprendre les causes et les conséquences/ impacts de la criminalité sur la famille, la communauté, la société, et sur la sûreté et la sécurité de l’ensemble de la société[20] ;

#### Au-delà de la salle de classe
Non seulement les approches de l’éducation à la citoyenneté mondiale en faveur de l’état de droit sont renforcées, mais elles ont aussi davantage d’impact lorsque l’école ou le centre d’apprentissage décide d’entreprendre des activités impliquant la communauté scolaire tout entière – apprenants, personnels scolaires, enseignants, administrateurs, parents et communauté tout entière. Les approches scolaires globales sont utilisées pour promouvoir l’éducation dans de nombreux domaines, y compris, mais pas seulement, la citoyenneté mondiale, les droits humains, l’inclusion, la tolérance, la justice sociale, la durabilité et la santé. Une approche scolaire globale est donc une stratégie scolaire clé pour profiter pleinement des avantages et des effets durables de l’éducation à la citoyenneté mondiale et de l’état de droit. Pour être efficaces, les approche scolaire globale doivent être adaptées aux besoins spécifiques en fonction des circonstances prévalant dans chaque école et au sein du système éducatif. Ces conditions peuvent varier, mais les approches scolaires globales sont toujours débattues, planifiées et documentées, et inspirées de pratiques efficaces. L’ensemble des parties prenantes participent à la définition de la vision et du plan de mise en œuvre. On peut lancer le processus par un plan d’action d’une durée relativement courte – un an, par exemple – mais, idéalement, l’approche scolaire globale devrait s’appliquer sur une bien plus longue période. Différentes d’une école à l’autre, les approches scolaires globales consistent à « viser grand, mais à procéder d’abord par petites étapes réalisables ». La réussite d’un élément peut inciter à passer ensuite à la vitesse supérieure, notamment lorsque les activités servent à motiver des groupes d’apprenants ou d’enseignants. 
Voici qu’elles peuvent être les premières étapes d’une stratégie d’approche scolaire globale de l’éducation à la citoyenneté mondiale destinée à promouvoir l’état de droit : 
- Planification du curriculum global de l’école ;
- Formation et renforcement des compétences des personnels ;
- Constitution de partenariats avec une organisation spécialisée dans l’éducation à la citoyenneté mondiale ou l’état de droit (services ou association de lutte contre la corruption, société civile, organismes de promotion de la justice) ;
- Intégration de l’éducation à la citoyenneté mondiale dans des activités impliquant l’ensemble de l’établissement et organisées tout au long de l’année scolaire ;
- Intégration de l’éducation à la citoyenneté mondiale dans un autre objectif global prioritaire de l’école, comme l’éducation interculturelle ou l’inclusion ;
- Adoption d’une approche d’« école amie des enfants »[23]. Les approches scolaires globales ont un caractère organique et se développeront au sein de l’environnement scolaire si elles sont efficaces. La mise en œuvre d’une approche scolaire globale offre donc en permanence la possibilité d’examiner.

## Sources
- Cet article est partiellement ou en totalité issu de la page « Renforcer l'état de droit par l'éducation: guide à l'intention des décideurs politiques » de UNESCO, le texte ayant été placé par l’auteur ou le responsable de publication sous la CC BY-SA 3.0 IGO

- Cet article est partiellement ou en totalité issu de la page « Permettre aux élèves d’oeuvrer pour des sociétés justes: manuel pour le personnel enseignant du secondaire » de UNESCO, le texte ayant été placé par l’auteur ou le responsable de publication sous la CC BY-SA 3.0 IGO